# Iwan Wassiljewitsch Muschketow

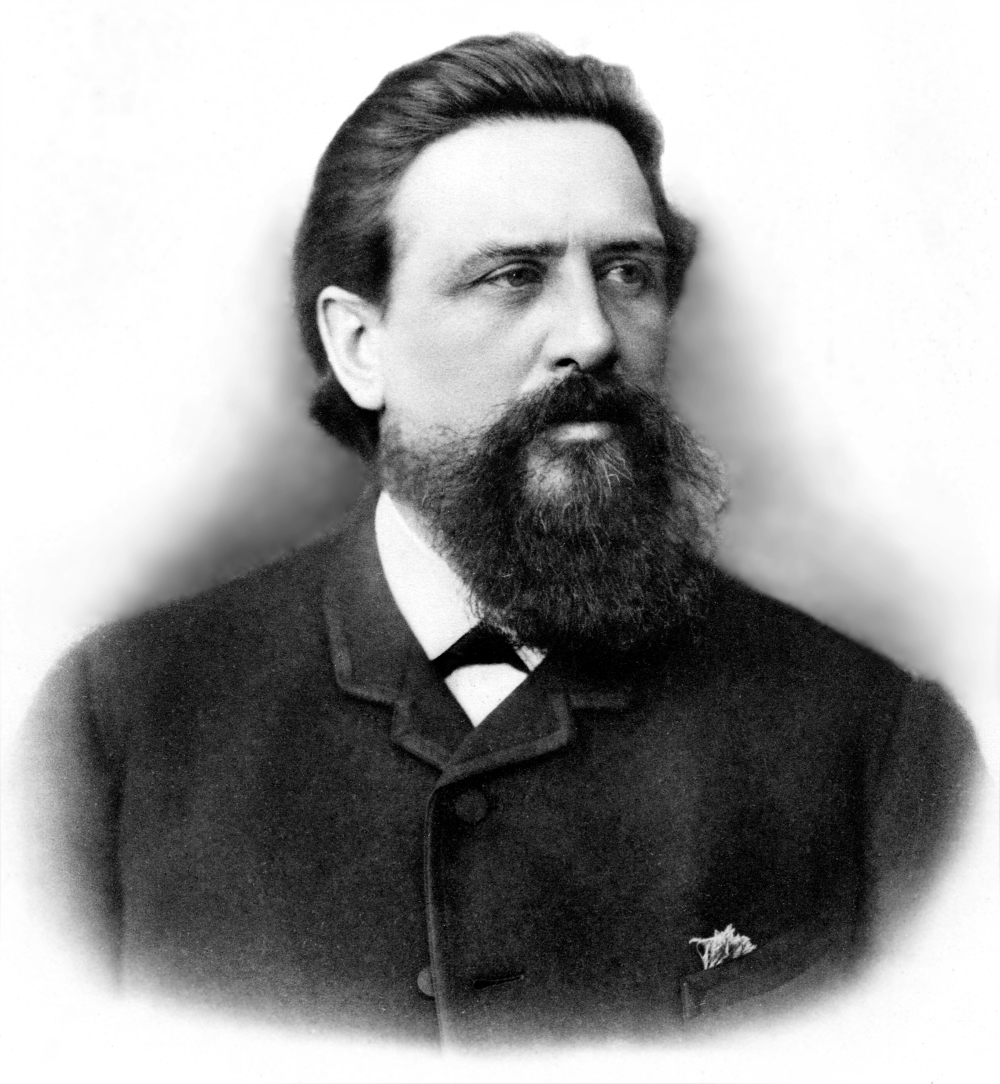
Iwan Muschketow

Iwan Wassiljewitsch Muschketow, russisch Иван Васильевич Мушкетов (* 28. Dezember 1849jul. / 9. Januar 1850greg. in der Staniza Alexejewskaja, heute Oblast Wolgograd; † 10. Januar 1902 in Sankt Petersburg) war ein russischer Geologe.
Er wurde im Donkosakengebiet geboren, studierte am Berginstitut in Sankt Petersburg bei Nikolai Kulibin mit dem Abschluss 1872 und unternahm 1874 bis 1880 Forschungsreisen in Zentralasien, die ihn bekannt machten (unter anderem Tienshan, Karatau-Gebirge, Pamir, Ferghana-Gebiet, Kuldscha, Alai- und Serafschan-Gebirge, Turansenke). 1877 wurde er Professor am Berginstitut und lehrte auch ab 1882 am Institut für Verkehrswesen und ab 1892 an der Frauenhochschule in Sankt Petersburg.  1882 bis 1897 arbeitete er als Geologe im Geologischen Komitee an der geologischen Landesaufnahme von Russland. Ab 1885 leitete er die Abteilung Physische Geographie der Russischen Geographischen Gesellschaft.
Seine Auswertung seiner Reisen nach Zentralasien veröffentlichte er in einer Reihe kleinerer Schriften und in seinem Buch Turkestan, dessen erster Band 1886 erschien, das aber unvollendet blieb. Er korrigierte Vieles aus den älteren Reiseberichten von Alexander von Humboldt und  Ferdinand von Richthofen. Neben Zentralasien befasste er sich mit der Geologie des Urals: 1877 habilitierte er sich (russischer Doktortitel) über das Bergbaurevier von Slatoust. Weiter untersuchte er das Gebiet von Astrachan, Mineralquellen, Gletscher im Kaukasus und Salzseen auf der Krim. 1887 untersuchte er die Folgen des Erdbebens von Werny in Zentralasien.
1884 veröffentlichte er eine geologische Karte von Turkestan in 6 Blättern mit Romanowsky. 1895 erschien sein Lehrbuch der Petrographie und er veröffentlichte eine zweibändige Physische Geologie (1888, 1891, 1899). Er wirkte auch durch Vorträge in der russischen Öffentlichkeit.
Sein Sohn Dmitri Muschketow (1882–1938) war ebenfalls ein Geologe, der sich mit Zentralasien befasste.
Der Muschketow-Gletscher in der Sarydschaskette ist nach ihm benannt. Gleiches gilt für den Muschketow-Gletscher im Königin-Maud-Land, Antarktika.